# ГКС Ястшембе
ГКС Ястшембе (пол. HC GKS Jastrzębie) — польский хоккейный клуб из города Ястшембе-Здруй. Домашней ареной клуба является стадион Ястор.

## История
Первый профессиональный хоккейный клуб Шахтёр появился в Ястшембе-Здруе в 1963 году. В 1970 году клуб сменил название на ГКС Ястшембе. Начиная с сезона 1971\1972, «Ястшембе» выступал во второй хоккейной лиге. В 1990 году команда вышла в Первую лигу. В 1993 году из-за финансовых проблем клуб прекратил своё существование. В 2005 году клуб был возрождён. В 2011 году команда добилась наивысшего достижения — четвёртого места чемпионата Польши по хоккею. А 30 декабря 2012 года коллектив из Ястшембе-Здруя впервые в истории завоевал кубок Польши, обыграв в финале команду «Чарко Санок».

## Достижения
- Чемпионат Польши по хоккею
  - Серебряный призёр (1)  : 2013
  - Бронзовый призёр (1) : 2014
  - Четвёртое место (1) : 2011
- Кубок Польши по хоккею
  - Обладатели (1)  : 2013